# Молоково (Тотемский район)
Молоково — деревня в Тотемском районе Вологодской области.
Входит в состав Пятовского сельского поселения, с точки зрения административно-территориального деления — в Пятовский сельсовет.
Расположена на правом берегу реки Пёсья Деньга. Расстояние по автодороге до районного центра Тотьмы — 5 км, до центра муниципального образования деревни Пятовская — 4 км. Ближайшие населённые пункты — Брагинская, Ивойлово, Останинская.
По переписи 2002 года население — 6 человек.